# Солдатенков, Сергей Владимирович
Сергей Владимирович Солдатенков (родился 16 июля 1963 года в Ленинград, СССР) — генеральный директор российской телекоммуникационной компании МегаФон. Заслуженный работник связи Российской Федерации (2009).

## Биография
В 1986 году окончил Ленинградский институт авиационного приборостроения (ныне — ГУАП) по специальности «Радиоинженер». После окончания института и службы в армии работал инженером-наладчиком на Ленинградском адмиралтейском объединении.
В 1992 году начал работать в должности исполнительного директора «Импекс-группы». Через год стал главой российско-британского совместного предприятия «АРС».
В 1994 назначен генеральным директором петербургского оператора сотовой связи «Дельта Телеком», первой сотовой компании России, работавшей в стандарте NMT-450.
В 1999 году работал заместителем гендиректора «Телекоминвеста», затем перешёл на должность генерального директора «Петербургской телефонной сети» (с 2001 г. — «Северо-Западный телеком»).
В 2002 г. — вице-президент ООО "Объединенная компания «ГРОС».
В 2003 году занял должность генерального директора ОАО «МегаФон».
В 2012 году покинул должность генерального директора ОАО «Мегафон».
C 2012 года входит в состав Совета Директоров Управляющей Компании «Металлоинвест» в качестве неисполнительного директора.
В 2016 году вернулся на должность генерального директора ПАО «Мегафон». Покинул должность в 2018 году.

## Государственные награды
- Заслуженный работник связи Российской Федерации (2009)[3]
- Орден Почёта (2010)[4]